# Balalaika (Film)
Balalaika ist eine US-amerikanische Musicalromanze aus dem Jahr 1939. Das Drehbuch basiert auf dem gleichnamigen Theaterstück von Eric Maschwitz.

## Handlung
Im Russland zur Zarenzeit verliebt sich Prinz Peter, ein Kosakenoffizier, in die Sängerin Lydia. Peter gibt sich als Student aus, da er ahnt, dass Lydia, deren Bruder und Vater Anführer der revolutionären Bewegung sind, niemals mit einem Mitglied des Zarenhauses zusammen sein würde. Die beiden verlieben sich ineinander, doch die Romanze wird erschüttert, als Lydia Peters wahre Identität erfährt, als dieser mit einer Schwadron seiner Kosaken eine Demonstration aufzulösen versucht. Bei dem Gemenge wird ihr Bruder Dimitri getötet.
Kurz darauf bricht der Erste Weltkrieg aus. Peter und Lydia werden getrennt, als Peter an die Front gegen die Deutschen gerufen wird. Am Ende des Krieges suchen viele der Adeligen Russlands Asyl in Paris. Dort finden sie Arbeit als Taxifahrer und Türsteher. Peters Freund Nicki eröffnet in Paris das Café Balalaika, wo sich viele der Exilanten treffen. Am Silvesterabend begegnen sich dort Peter und Lydia. Beide sind vom Krieg und der Revolution traumatisiert und kommen wieder zusammen.

## Kritik
Das Lexikon des internationalen Films schreibt über den Film: „Mit dem verstaubten Operettenfilm konnte der in Hollywood lebende deutsche Exil-Regisseur Schünzel („Amphitryon“, „Viktor und Viktoria“) nicht an seine früheren künstlerischen Erfolge anknüpfen.“
Frank S. Nugent von der New York Times beschrieb den Film als recht ansehnliche Weihnachtsshow.

## Auszeichnungen
1940 wurde Douglas Shearer in der Kategorie Bester Ton für den Oscar nominiert.

## Hintergrund
Die Uraufführung der Produktion von MGM fand am 15. Dezember 1939 statt. In Deutschland erschien der Film erstmals 1949 in den Kinos.
Cedric Gibbons und Edwin B. Willis waren für die Ausstattung des Films verantwortlich. Die Kostüme stammten von Gilbert Adrian und Arlington Valles.
Folgende Lieder werden in dem Film vorgetragen: At the Balalaika von George Posford, George „Chet“ Forrest und Robert Wright; Tanya, Ride, Cossack, Ride und Shadows on the Sand von Robert Wright und Chet Forrest; Magic of Your Love von Gus Kahn. Dazu werden traditionelle Stücke, ein Auszug aus Carmen von Georges Bizet und die russische Nationalhymne gespielt.
Das Bühnenmusical wurde am 22. Dezember 1936 in London uraufgeführt und kam auf 569 Vorstellungen.